# Convenció de Viena sobre relacions consulars
La Convenció de Viena Sobre relacions consulars és un tractat internacional obert a la firma a Viena el 24 d'abril de 1963, al terme de la corresponent conferència codificadora convocada per les Nacions Unides.
Consta de setanta-nou articles. S'hi regulen en forma de disposicions positives les relacions consulars, tant respecte a les funcions consulars com a tals, com referent a l'estatut de les oficines i els funcionaris consulars; abraça tant els funcionaris de carrera com els honoraris.
Aquest tractat defineix, entre d'altres, la protecció consular. Es tracta del conjunt d'accions que els funcionaris consulars d'un estat sobirà poden realitzar davant de les autoritats de l'estat hoste, en benefici dels seus ciutadans. Aquestes accions són limitats pel dret internacional en general i de la Convenció en particular.
Les relacions consulars se solen concloure per de tractats bilaterals i de les respectives legislacions internes, així com dels corresponents costums internacionals.
Els estats que no subscriuen la convenció organitzen les seves relacions consulars pel costum internacional i tractats bilaterals. De vegades, estats subscriptors de la Convenció mantenen tractats bilaterals, per precisar aspectes que no hi són gaire detallats.